# Дитизон
Дитизо́н (дифенилтиокарбазон, 2-фенилгидразид фенилазотиомуравьиной кислоты, сокращённое обозначение H2Dz) — органическое соединение, азокраситель с химической формулой C6H5N=N-C(S)-NHNHC6H5. Применяется как индикатор в аналитической химии.

## Свойства
Чёрные, пурпурно-чёрные или сине-чёрные кристаллы; не растворимы в воде, очень мало растворимы в этаноле, диэтиловом эфире, растворим в хлороформе. Плавится при 168 ° C, при этом разлагаясь.
Дитизон и его растворы окисляются кислородом воздуха.

## Получение
Синтезируют путём окисления дифенилтиокарбазида.

## Применение
Применяется как реагент для экстракционно-фотометрического определения и концентрирования в виде однозамещённых дитизонатов катионов металлов Ag, Au, Bi, Cu, Fe, Hg, Mn, Mо, а также катионов металлоорганических соединений вида — RHg+, R2Sn2+, R3Sn+, R2Pb2+, R3Pb+, R2Tl+ и др. В большинстве случаев образование однозамещённых дитизонатов в растворах сопровождается гипсохромным эффектом. В растворах дитизонаты и его комплексы, содержащие помимо дитизона 2,2'-дипиридил, 1,10-фенантролин или др. лиганды, проявляют фотохромизм. Например, оранжевые растворы Hg(HDz)2 в бензоле при облучении переходят в голубые, причём восстановление исходного состояния происходит за 30—90 с.